# Палата Анкер
Палата „Анкер” се налази у Београду, на Теразијама 26 и представља непокретно културно добро као споменик културе.
Зграда је саграђена 1899. године по пројекту архитекте Милана Антоновића. Ову двоспратну кућу са локалима у приземљу и пословним просторијама на спратовима подигло је за своје потребе Осигуравајуће друштво Анкер.
Конструктивно и функционално решење зграде има карактер архитектуре с краја 20. века. Зграда је зидана класичним материјалом, опеком и кречним малтером. Палата „Анкер“, монументалног израза, спада у значајне примерке академске архитектуре 19. века у Београду, а архитекту Милана Антоновића представља као познаваоца академизма. Положај овог објекта од посебног је значаја јер са палатом „Атина“, хотелом „Москва“, кућом Алексе Крсмановића и Смедеревском банком чини део градског амбијента Теразија који се формирао крајем 19. и почетком 20. века.